# Ernst Steinemann
Ernst Steinemann (* 7. Oktober 1888 in Opfertshofen, Schaffhausen; † 4. November 1972 in Schaffhausen) war ein Schweizer Lehrer, Autor und Lokalhistoriker.

## Leben und Werk
Ernst Steinemann wuchs mit fünf Geschwistern in einer Bauern- und Handwerkerfamilie in Opfertshofen auf und liess sich von 1905 bis 1909 am evangelischen Lehrerseminar Muristalden zum Lehrer ausbilden.
Nach einjähriger Lehrtätigkeit an der dortigen Musterschule kehrte er, auf Wunsch seiner Eltern, nach Opfertshofen zurück, wo er dreieinhalb Jahre an der dortigen Gesamtschule und von 1913 bis 1923 an der Emmersbergerschule unterrichtete.
Anschliessend studierte Steinemann an der Universität Neuenburg und an der Universität Zürich und schloss mit dem Reallehrerpatent ab. Von 1925 bis 1956 wirkte Steinemann an der Knabenrealschule in Schaffhausen.
Steinemann verfasste zahlreiche Publikationen aus dem Bereich der Schaffhauser Geschichte und trat 1925 dem Historischen Verein von Schaffhausen bei. Dort war er von 1934 bis 1959 Vorstandsmitglied und von 1949 bis 1953 Präsident.
Steinemann wurde 1955 vom Schaffhauser Stadtrat beauftragt, das an fünf zum Teil wenig geeigneten Orten aufbewahrte Stadtarchiv nach modernen Grundsätzen zu zentralisieren und neu aufzubauen.
1956 wurde Steinemann zum halbamtlichen Stadtarchivar von Schaffhausen gewählt. Diese Tätigkeit hatte er bis 1970 inne. Steinemann wurde 1966 vom Arbeitskreis für südwestdeutsche Stadtgeschichtsforschung in Tübingen zum korrespondierenden Mitglied ernannt.